# Sean Kelly (wielrenner)
John James 'Sean' Kelly (Carrick-on-Suir, 24 mei 1956) is een Iers voormalig wielrenner. Kelly was een van de succesvolste wielrenners in de jaren 80 en behaalde 194 zeges als professional.

## Carrière
In 1976 vloog de Fransman Jean de Gribaldy naar Ierland in zijn privévliegtuig. De Gribaldy probeerde ieder jaar een bescheiden wielerploeg te beginnen. Kelly viel hem voor het eerst op toen hij de Ronde van Lombardije voor amateurs won. De Gribaldy ging naar het kleine Ierse dorp Carrick-on-Suir en vond daar de boerderij van de familie Kelly. Kelly kreeg een contract aangeboden en ging daarop in. Zo verhuisde hij naar het koude Noord-Frankrijk en leefde daar voortaan in een klein appartementje. Er was water noch verwarming in zijn nieuwe woning. Hij maakte internationaal naam als wielrenner in 1977 met zijn eerste zege bij de profs, nadat hij al een aantal mooie overwinningen als amateur had behaald. Later verhuisde hij naar Vilvoorde en daarna naar Merchtem.
Kelly was de koning van de klassiekers. Hij won er tien: drie keer Ronde van Lombardije, twee keer Milaan-San Remo, twee keer Parijs-Roubaix, twee keer Luik-Bastenaken-Luik en één keer Parijs-Tours. Daarnaast won hij ook de Grote Landenprijs. En was hij in 1989 de eerste winnaar van de UCI World Cup, ofwel de Wereldbeker.
Kelly begon zijn rijke wielercarrière als een sterk sprinter en een man voor de klassiekers. Hij heerste in de eendagskoersen, daarin wist hij zijn concurrenten vaak zijn wil op te leggen. King Kelly reed soepel, sierlijk, maar hard en onverstoorbaar. Kelly koerste koel, beredeneerd, professioneel, zakelijk, maar wel heel efficiënt. Het was een echte vechtjas die niet van opgeven wist. Hij was een redelijk klimmer maar kwam tekort in het hooggebergte. Zijn relatie met de Tour werd steeds beter, toen hij de Belg Willy Voet als soigneur had gekregen. Zelf zei hij dat hoe ouder en rijper hij werd, hoe beter hij begon te klimmen. Wat een grote verrassing was voor veel andere renners die Kelly al afschreven door zijn leeftijd. De Tour wist hij, in tegenstelling tot zijn landgenoot Stephen Roche, nooit te winnen. Wel won hij vier keer het puntenklassement in de Tour (de Groene trui), tweemaal het klassement van de tussensprints (de Rode trui) en behaalde vijf ritoverwinningen.
De "Koers naar de Zon", Parijs-Nice, die altijd vroeg in het jaar werd gehouden wist Kelly zeven keer op rij te winnen. Daarmee is hij de absolute recordhouder. Deze wedstrijd was hem ook op 't lijf geschreven; er waren sprints, het gebergte was niet te hoog, maar misschien wel het belangrijkste: het was vaak slecht weer. En als er iemand is die goed kan afzien door het weer, dan is het wel Sean Kelly. Zijn favoriete wedstrijd was de Ronde van Lombardije, ook wel de Koers van de vallende Bladeren genoemd doordat hij in de herfst werd gehouden, die hij won in 1983, 1985 en 1991. Hij vond dat omdat deze wedstrijd de meest tactische en minst doorzichtige wedstrijd was. De Ronde van Vlaanderen is het enige van de monumenten in het wielrennen die hij nooit heeft gewonnen, hij behaalde wel drie 2e plaatsen en één 3e plaats in Vlaanderen.

## Kelly na zijn wielerloopbaan
Na zijn carrière verhuisde Kelly vanuit het Belgische Merchtem terug naar Ierland. Hij levert tot op heden2019 Engelstalig wielercommentaar bij de sportzender Eurosport. Hij was ook betrokken bij de oprichting van de Sean Kelly Cycling Academy in België. In 2006 lanceerde hij samen met onder anderen Kurt Bogaerts de eerste Ierse professionele wielerploeg. Dit Sean Kelly Team bestond uit Ierse en Belgische wielrenners met als thuisbasis Merchtem. Hij nam ook deel aan verscheidene langeafstandsritten voor het goede doel met de Blazing Saddles, het Schotse Braveheart Cycling Fund en zette zich in voor diverse andere goede doelen in Europa.

## Trivia
- In november 2013 ontving Kelly de Honorary Doctorate in Philosophy te Dublin als erkenning voor zijn bijdrage aan de Ierse sport.[5]
- Kelly is de laatste wielrenner die in hetzelfde jaar zowel Parijs-Roubaix als Luik-Bastenaken-Luik wist te winnen, dat gebeurde in 1984.
- In Belga Sport wordt hij beschreven als laatste flandrien die evenwel nooit de Ronde van Vlaanderen kon winnen, ook al was hij drie maal de beste in koers.[6]
- Sinds 1985 organiseert de Vlaamse Wielrijdersbond steeds op de eerste zaterdag van augustus de "Sean Kelly Classic". Het parcours omvat heel wat spraakmakende hellingen uit Luik-Bastenaken-Luik, de klassieker die Sean Kelly tweemaal won.
- Sean Kelly en zijn generatiegenoot Adrie van der Poel startten beide in 55 Monumenten en reden ze allemaal uit. Enkel Hennie Kuiper (58 van de 66 koersen uitgereden) en Philippe Gilbert (56 van de 62 koersen uitgereden) finishten vaker in de vijf historische wielerkoersen.

## Erelijst
1972

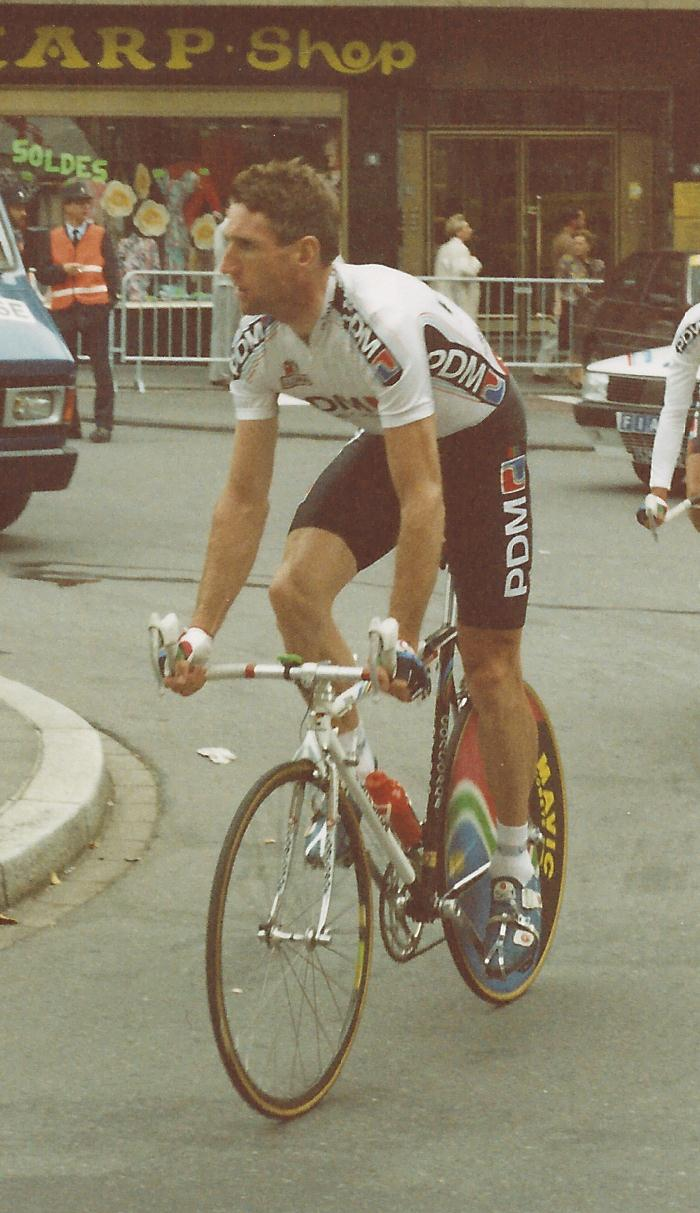
Sean Kelly in het shirt van PDM.

- Iers kampioenschap bij de Junioren

1973
- Iers kampioenschap bij de Junioren

1974
- Shay Elliot Memorial Classic

1975
- 7e etappe Milk Race

1976
- Eindklassement Cinturón Ciclista International a Mallorca
- Eindklassement Irish Sea Tour of the North
- 6e etappe Milk Race

1977
- Circuit de l'Indre
- GP Lugano
- 1e etappe Ronde van Romandië
- 4e etappe Étoile des Espoirs

1978
- 5e etappe deel a Étoile des Espoirs
- 1e etappe Catalaanse Week
- 3e etappe Ronde van de Middellandse Zee
- 6e etappe Ronde van Frankrijk

1979
- GP de Cannes
- 1e en 8e (deel A) etappe Ronde van Spanje

1980
- 3e etappe (deel A) Critérium du Dauphiné
- Criterium van De Panne
- 4e etappe Ronde van Nederland
- 1e, 2e, 14e, 17e en 19e etappe Ronde van Spanje
- Puntenklassement Ronde van Spanje
- 2e etappe Driedaagse van De Panne
- Eindklassement Driedaagse van De Panne
- 19e en 21e etappe Ronde van Frankrijk
- Criterium van Sint-Niklaas

1981
- 2e etappe Critérium du Dauphiné
- 5e etappe (deel A) Ronde van Nederland
- 2e etappe Vierdaagse van Duinkerke
- 1e etappe Ronde van Luxemburg
- 3e etappe Ronde van België
- 15e etappe Ronde van Frankrijk

1982
- 1e etappe Étoile des Espoirs
- 2e etappe Étoile des Espoirs
- 3e etappe Étoile des Espoirs
- 2e etappe GP du Midi-Libre
- 1e etappe Tour de l'Aude
- 2e etappe Tour de l'Aude
- Tour du Haut-Var
- 3e etappe Parijs-Nice
- 5e etappe Parijs-Nice
- 7e etappe deel a Parijs-Nice
- 7e etappe deel b Parijs-Nice
- 3e etappe Critérium International
- 12e etappe Ronde van Frankrijk
- Punten- en sprintklassement Ronde van Frankrijk

1983
- GP d'Isbergues
- 3e en 5e (deel B) etappe Ronde van Zwitserland
- Eindklassement Ronde van Zwitserland
- 4e etappe Étoile des Espoirs
- 4e etappe (deel A) Ronde van Lotharingen
- 3e (deel A), 4e en 7e (deel B) etappe Parijs-Nice
- Eindklassement Parijs-Nice
- 3e etappe Critérium International
- Eindklassement Critérium International
- Punten- en sprintklassement Ronde van Frankrijk
- 2e etappe Parijs-Bourges
- Ronde van Lombardije

1984
- Criterium der Azen
- Super Prestige Pernod
- 1e etappe Ronde van Zwitserland
- 1e, 2e en 4e etappe (deel B) Ronde van de Limousin
- 1e etappe Ronde van Catalonië
- 4e en 7e etappe Ronde van Catalonië
- Eindklassement Ronde van Catalonië
- 1e, 3e en 5e etappe Ronde van het Baskenland
- Eindklassement Ronde van het Baskenland
- 2e (deel A) en 7e (deel B) etappe Parijs-Nice
- Eindklassement Parijs-Nice
- 1e, 2e en 3e etappe Critérium International
- Eindklassement Critérium International
- Parijs-Roubaix
- Luik-Bastenaken-Luik
- Nordwest-Schweizer Rundfahrt
- Profronde van Almelo
- GP Ouest France
- Parijs-Tours
- Parijs-Bourges

1985
- Criterium der Azen
- Super Prestige Pernod
- 3e etappe Ronde van Nederland
- 1e en 3e (deel A) etappe Ronde van Ierland
- Eindklassement Ronde van Ierland
- 1e etappe Ronde van Catalonië
- 2e, 10e en 15e etappe Ronde van Spanje
- Puntenklassement Ronde van Spanje
- 3e en 5e (deel B) etappe Ronde van het Baskenland
- 5e etappe Vuelta Ciclista a la Communidad Valenciana
- Eindklassement Parijs-Nice
- 1e etappe Critérium International
- Puntenklassement Ronde van Frankrijk
- Gouden Pijl Emmen
- Ronde van Lombardije

1986
- Super Prestige Pernod
- Eindklassement Ronde van Ierland
- 4e etappe Ronde van de Limousin
- 7e etappe Ronde van Catalonië
- Eindklassement Ronde van Catalonië
- 4e etappe Ronde van Aragon
- 3e en 5e etappe Ronde van het Baskenland
- Eindklassement Ronde van het Baskenland
- 1e en 3e etappe Vuelta Ciclista a la Communidad Valenciana
- Proloog, 3e en 7e (deel B) etappe Parijs-Nice
- Eindklassement Parijs-Nice
- Milaan-San Remo
- 1e en 3e etappe Critérium International
- 1e etappe (deel B) Driedaagse van De Panne
- Parijs-Roubaix
- 10e en 13e etappe Ronde van Spanje
- Puntenklassement Ronde van Spanje
- 2e etappe Parijs-Bourges
- GP des Nations
- Criterium der Azen

1987
- Eindklassement Ronde van Ierland
- Proloog en 1e etappe Ronde van Catalonië
- 4e en 5e etappe (deel B) etappe Ronde van het Baskenland
- Eindklassement Ronde van het Baskenland
- 7e etappe Vuelta Ciclista a la Communidad Valenciana
- 3e etappe Parijs-Nice
- Eindklassement Parijs-Nice
- 2e en 3e etappe Critérium International
- Eindklassement Critérium International
- 1e etappe (deel B) Driedaagse van De Panne
- 1e en 3e etappe Ronde van Spanje

1988
- 2e (deel B) en 3e etappe Ronde van Limousin
- 4e etappe Ronde van het Baskenland
- 6e etappe (deel B) Parijs-Nice
- Eindklassement Parijs-Nice
- 5e etappe Catalaanse Week
- Eindklassement Catalaanse Week
- Gent-Wevelgem
- 11e en 20e etappe Ronde van Spanje
- Punten- en eindklassement Ronde van Spanje

1989
- Eindklassement Wereldbeker op de weg, Elite
- 4e etappe Critérium du Dauphiné
- Luik-Bastenaken-Luik
- Ploegenklassement Ronde van Frankrijk
- Bergklassement Kellogg's Tour of Britain
- Bergklassement Ronde van Ierland

1990
- 4e etappe Ronde van Zwitserland
- Eindklassement Ronde van Zwitserland
- GP Libération

1991
- Eindklassement Ronde van Ierland
- Ronde van Lombardije

1992
- 7e etappe Ronde van Zwitserland
- Trofeo Luis Puig
- 2e etappe Clásico RCN
- Grazer Altstadt Kriterium
- 4e etappe Vuelta Ciclista a la Communidad Valenciana
- Milaan-San Remo

## Overwinningen
| Seizoen | Klassiekers                                        | Etappekoersen                                                                                       | Grote rondes     | Kampioenschappen | Overige eendaagse wedstrijden                                    | Zesdaagses | Etappes | Totaal aantal zeges |
| ------- | -------------------------------------------------- | --------------------------------------------------------------------------------------------------- | ---------------- | ---------------- | ---------------------------------------------------------------- | ---------- | --- | ------------------- |
| 1977    |                                                    | |                  |                  | G.P Lugano, Circuit de l'Indre                                   |            | 1 rit Ronde van Romandië, 1 rit Tour de l'Espoirs | 4                   |
| 1978    |                                                    | |                  |                  |                                                                  |            | 1 rit Ronde van Frankrijk, 1 rit Ronde van de Middellandse Zee, 1 rit Catalaanse Week, 1 rit Etoile Espoirs | 4                   |
| 1979    |                                                    | |                  |                  | G.P Cannes                                                       |            | 2 ritten Ronde van Spanje | 3                   |
| 1980    |                                                    | Driedaagse van De Panne-Koksijde                                                                    |                  |                  |                                                                  |            | 1 rit Driedaagse van De Panne-Koksijde, 5 ritten Ronde van Spanje, 1 rit Dauphine Libere, 2 ritten Ronde van Frankrijk, 1 rit Ronde van Nederland                                                                                             | 11                  |
| 1981    |                                                    | |                  |                  |                                                                  |            | 1 rit Ronde van België, 1 rit Vierdaagse van Duinkerken, 1 rit Ronde van Luxemburg, 1 rit Ronde van Frankrijk, 1 rit Ronde van Nederland | 5                   |
| 1982    |                                                    | Parijs-Nice                                                                                         |                  |                  | Ronde van de Haut-Var                                            |            | 4 ritten Parijs-Nice, 1 rit Ronde van Frankrijk, 2 ritten Etoil Espoirs, 1 rit Criterium International, 1 rit Midi Libere, 2 ritten Tour de l'Aude, Puntenklassement Ronde van Frankrijk                                                      | 14                  |
| 1983    | Ronde van Lombardije                               | Parijs-Nice, Ronde van Zwitserland, Criterium International                                         |                  |                  | G.P d'Isbuerges                                                  |            | 3 ritten Parijs-Nice, 1 rit Criterium International, 2 ritten Ronde van Zwitserland, 1 rit Ronde van Europa, 1 rit Parijs-Bourges, 1 rit Etoile Espoirs, Puntenklassement Ronde van Frankrijk                                                 | 15                  |
| 1984    | Parijs-Roubaix, Luik-Bastenaken-Luik, Parijs-Tours | Parijs-Nice, Ronde van het Baskenland, Ronde van Catalonië, Criterium International, Parijs-Bourges |                  |                  | G.P Aix en Provence, GP Plouay, Azencriterium, Tour of the North |            | 2 ritten Parijs-Nice, 3 ritten Ronde van het Baskenland, 1 rit Ronde van Zwitserland, 2 ritten Ronde van de Limousin, 3 ritten Ronde van Catalonië                                                                                            | 23                  |
| 1985    | Ronde van Lombardije                               | Parijs-Nice, Ronde van Ierland                                                                      |                  |                  | Azencriterium                                                    |            | 1 rit Ronde van Valencia, 1 rit Criterium International, 2 ritten Ronde van het Baskenland, 3 ritten Ronde van Spanje, 1 rit Ronde van Nederland, 1 rit Ronde van Catalonië, 2 ritten Ronde van Ierland, Puntenklassement Ronde van Frankrijk | 17                  |
| 1986    | Parijs-Roubaix, Milaan-San Remo                    | Parijs-Nice, Ronde van Valencia, Ronde van het Baskenland, Ronde van Catalonië, Parijs-Bourges      |                  |                  | Azencriterium, G.P Nations Classic, Nissa Classic                |            | 3 ritten Ronde van het Baskenland, 2 ritten Driedaagse van De Panne-Koksijde, 2 ritten Ronde van Valencia, 3 ritten Parijs-Nice, 2 ritten Ronde van Spanje                                                                                    | 22                  |
| 1987    |                                                    | Parijs-Nice, Criterium International, Ronde van het Baskenland                                      |                  |                  | Kellogs Classics, Nissan Classics                                |            | 1 rit Ronde van Valencia, 1 rit Parijs-Nice, 2 ritten Criterium International, 2 ritten Ronde van het Baskenland, 2 ritten Ronde van Catalonië, 2 ritten Ronde van Spanje, 1 rit Driedaagse van De Panne-Koksijde                             | 16                  |
| 1988    |                                                    | Parijs-Nice, Catalaanse Week                                                                        | Ronde van Spanje |                  | Gent-Wevelgem                                                    |            | 2 ritten Ronde van Spanje, 2 ritten Ronde van de Limousin, 1 rit Ronde van het Baskenland, 2 ritten Catalaanse Week, 2 ritten Parijs-Nice | 12                  |
| 1989    | Luik-Bastenaken-Luik                               | |                  |                  |                                                                  |            | 1 rit Dauphine Libere | 2                   |
| 1990    |                                                    | Ronde van Zwitserland                                                                               |                  |                  | Ronde van Freiburg                                               |            | 1 rit Ronde van Zwitserland | 3                   |
| 1991    | Ronde van Lombardije                               | |                  |                  | Nissan International Classic                                     |            | | 2                   |
| 1992    | Milaan-San Remo                                    | |                  |                  | Trofeo Luis Puig                                                 |            | 1 rit Ronde van Valencia, 1 rit Ronde van Zwitserland, 1 rit Ronde van Colombia | 5                   |
| 1993    |                                                    | |                  |                  |                                                                  |            | |                     |
| 1994    |                                                    | |                  |                  |                                                                  |            | |                     |

## Resultaten in voornaamste wedstrijden
| Jaar | Ronde van Italië | Ronde van Frankrijk | Ronde van Spanje |
| ---- | ---------------- | ------------------- | ---------------- |
| 1977 |                  |                     |                  |
| 1978 |                  | 34e (1)             |                  |
| 1979 |                  | 38e                 | opgave (2)       |
| 1980 |                  | 29e (2)             | 4e (5)           |
| 1981 |                  | 48e (1)             |                  |
| 1982 |                  | 15e (1)             |                  |
| 1983 |                  | 7e                  |                  |
| 1984 |                  | 5e                  |                  |
| 1985 |                  | 4e                  | 9e (3)           |
| 1986 |                  |                     | ↑ (2)            |
| 1987 |                  | opgave              | opgave (2)       |
| 1988 |                  | 46e                 | ↑ (2)            |
| 1989 |                  | 9e                  |                  |
| 1990 |                  | 30e                 |                  |
| 1991 |                  | opgave              |                  |
| 1992 | buiten tijd      | 43e                 |                  |
| 1993 |                  |                     |                  |

| Jaar | Milaan-San Remo | Gent-Wevelgem | Ronde van Vlaanderen | Parijs-Roubaix | Amstel Gold Race | Luik-Bast.‑Luik | Ronde van Lombardije | Parijs-Tours | Parijs-Brussel | Omloop Het Volk |  | WK op de weg |  | Wereldranglijsten |
| ---- | --------------- | ------------- | -------------------- | -------------- | ---------------- | --------------- | -------------------- | ------------ | -------------- | --------------- |  | ------------ |  | ----------------- |
| 1977 | 75e             |               |                      |                |                  |                 | 25e                  |              | 13e            |                 |  | 16e          |  |                   |
| 1978 |                 |               |                      |                |                  |                 |                      | 23e          |                |                 |  |              |  |                   |
| 1979 |                 | 32e           | 26e                  |                |                  | 20e             |                      | 54e          |                | 10e             |  | 9e           |  |                   |
| 1980 | 4e              | 37e           | 15e                  |                | ↑                |                 |                      |              | 30e            | Brons           |  |              |  | 22e (SPP)         |
| 1981 |                 | 12e           | 8e                   | 19e            | 6e               | 11e             |                      | 18e          | 14e            |                 |  | 42e          |  | 26e (SPP)         |
| 1982 | 27e             | 18e           | 21e                  | 12e            | 4e               | 10e             | 34e                  | 51e          |                | Brons           |  | ↑            |  | 5e (SPP)          |
| 1983 | 5e              |               |                      |                |                  |                 | ↑                    | 9e           | 14e            |                 |  | 8e           |  | (SPP)             |
| 1984 | ↑               |               | ↑                    | ↑              | 17e              | ↑               | 17e                  | ↑            |                |                 |  |              |  | (SPP)             |
| 1985 | 7e              | 7e            | 14e                  | ↑              |                  | 4e              | ↑                    | ↑            | 5e             | 11e             |  |              |  | (SPP)             |
| 1986 | ↑               |               | ↑                    | ↑              |                  | 12e             | ↑                    | 6e           | Zilver         |                 |  | 5e           |  | (SPP)             |
| 1987 | 4e              |               | ↑                    | 13e            |                  | 20e             | 23e                  | 28e          | 4e             | 11e             |  | 5e           |  | (SPP)             |
| 1988 | 5e              | Goud          | 4e                   | 16e            |                  | 5e              |                      | ↑            | 12e            | 7e              |  | 25e          |  | (UWB)             |
| 1989 | 5e              | 19e           | 18e                  | 15e            | 12e              | ↑               | 24e                  | 7e           | 9e             | Zilver          |  | ↑            |  | (UWB)             |
| 1990 |                 |               |                      |                |                  |                 | 10e                  | 8e           |                |                 |  | 5e           |  | (UWB)             |
| 1991 |                 |               |                      |                | 27e              |                 | ↑                    | 18e          | 68e            |                 |  |              |  |                   |
| 1992 | ↑               | 38e           | 73e                  | 29e            |                  | 37e             | 58e                  |              | 42e            |                 |  | 63e          |  | 16e (UWB)         |
| 1993 | 39e             |               | 39e                  |                |                  |                 | 34e                  | 4e           |                |                 |  | 49e          |  | 19e (UWB)         |